# 乔治·伯里曼
乔治·勃兰特·伯里曼（英語：George Brandt Bridgman，1865年—1943年），是加拿大裔美国画家和人体结构方面书籍的作者，并且也是一位教授解剖和绘图方面的老师。伯里曼在纽约大学艺术学院讲授解剖学大约有45年。
乔治·伯里曼年轻时曾在巴黎美术学院（École des Beaux-Arts in Paris）, 从师于法国历史题材画家、雕刻家让-里奥·杰洛姆，并且之后又来到古斯塔夫·布朗杰（Gustave Boulanger）的身边学习。他一生的大多数年华都在纽约艺联（Art Students League of New York）度过。在他数以千计的学生里，包括了美国著名漫画家威尔·埃斯纳（Will Eisner）和（Norman Rockwell）。在 诺曼·洛克威尔（Norman Rockwell）的自传《My Adventures as an Illustrator》里，他这样深情地写到自己的老师 ：“我所有的成功都应该感谢我的老师。”。普遍认为伯里曼老师在纽约艺联（Art Students League of New York）的继承者是罗伯特·贝弗利·黑尔（Robert Beverly Hale）。
不同于其他画家绘制球体的办法，伯里曼在绘制人物画头部总是先绘制一个立方体。

## 学生
那些在在伯里曼身边学习过的艺术家中，包括，
基佛特·比尔（Gifford Beal）、麦克理兰·巴克莱（McClelland Barclay）、秋·戴伊（Chon Day）、威尔·埃斯纳（Will Eisner）、伊利厄斯·戈德堡（Will Eisner）、西摩·弗格尔（Seymour Fogel）、克拉克·赫林斯（Clark Hulings）、等等等等。

## 著作
- Bridgman's Complete Guide to Drawing From Life 《伯里曼人体结构绘画教学》中文译本已由广西美术出版社于2002年出版。
- Constructive Anatomy
- The Human Machine
- Bridgman's Life Drawing
- Heads, Features and Faces
- The Book of a Hundred Hands